# (1366) Piccolo
(1366) Piccolo ist ein Asteroid des Hauptgürtels, der am 29. November 1932 vom belgischen Astronomen Eugène Joseph Delporte in Ukkel entdeckt wurde.
Der Name des Asteroiden ist von dem italienischen Wort für „klein“ abgeleitet. Dies war ein Pseudonym von Auguste Cauvin, dem Chefredakteur der belgischen Zeitung Le Soir.